# Parafia Wszystkich Świętych w Żelaznej
Parafia Wszystkich Świętych w Żelaznej – parafia rzymskokatolicka, znajdująca się w diecezji łowickiej, w dekanacie Skierniewice – Najświętszego Serca Pana Jezusa. 